# Cinnamomum arsenei
Cinnamomum arsenei är en lagerväxtart som först beskrevs av C. K. Allen, och fick sitt nu gällande namn av André Joseph Guillaume Henri Kostermans. Cinnamomum arsenei ingår i släktet Cinnamomum och familjen lagerväxter. Inga underarter finns listade i Catalogue of Life.